# Reynald Temarii
Reynald Arito Temarii (2 de fevereiro de 1967) é um ex-futebolista e dirigente esportivo taitiano que atuava como meio-campista. Chegou a ser presidente da Confederação de Futebol da Oceania entre 2004 e 2010 e vice-presidente da FIFA após deixar os gramados, ainda na década de 1990, e defendeu a Seleção Taitiana de Futebol entre 1992 e 1996.

## Carreira
Temarii iniciou a carreira em 1986, no AS Jeunes Tahitienes, onde foi campeão do território ultramarino em 1987. Jogou ainda 2 temporadas no tradicional Nantes (1988 a 1990).
De volta ao futebol taitiano, jogou por AS Vénus e AS Pirae, antes de encerrar a carreira. Pela Seleção Taitiana, entrou em campo 6 vezes e fez um gol. Foi ainda o capitão dos Toa Aito na conquista dos Jogos do Pacífico Sul de 1995.

## Carreira como dirigente
Após deixar os gramados, Temarii entrou para a política, sendo nomeado Ministro da Juventude e dos Esportes no governo taitiano, função que exerceria entre 1997 e 2004, quando foi escolhido presidente da Confederação de Futebol da Oceania, sendo reeleito em 2007, mesmo ano em que foi nomeado vice-presidente da FIFA.

## Suspensão
Em novembro de 2010, a FIFA resolveu afastar o ex-meio-campista do cargo de vice-presidente após uma denúncia do jornal Sunday Times, que acusou Temarii de ter admitido que seu voto na escolha das sedes das Copas de 2018 e 2022 foi influenciado em troca da construção de uma escola de futebol no Taiti. O dirigente negou tudo, alegando que as declarações foram fora do contexto original. Em seu lugar, assumiu David Chung. Além de ter sido banido, Temarii recebeu multa de 5 mil francos suíços.